# Belsand
Belsand è una città dell'India di 17.821 abitanti, situata nel distretto di Sitamarhi, nello stato federato del Bihar. In base al numero di abitanti la città rientra nella classe IV (da 10.000 a 19.999 persone).

## Geografia fisica
La città è situata a 26° 26' 60 N e 85° 24' 0 E e ha un'altitudine di 54 m s.l.m..

## Società

### Evoluzione demografica
Al censimento del 2001 la popolazione di Belsand assommava a 17.821 persone, delle quali 9.511 maschi e 8.310 femmine. I bambini di età inferiore o uguale ai sei anni assommavano a 3.436, dei quali 1.760 maschi e 1.676 femmine. Infine, coloro che erano in grado di saper almeno leggere e scrivere erano 5.962, dei quali 3.913 maschi e 2.049 femmine.